# Bachneunauge
Das Bachneunauge (Lampetra planeri) ist eine Art der Gattung Lampetra der Neunaugen.

## Merkmale
Der Körper des Bachneunauges ähnelt stark dem eines kleinen Aals. Im Unterschied zu diesem Vertreter der Knochenfische gehört das Neunauge jedoch zu den Kieferlosen. Anstatt eines Kiefers besitzt es eine Oberkieferplatte mit je einem Zahn an jeder Seite und eine Unterkieferplatte mit 5–9 Zähnen sowie eine Mundscheibe mit oberen und randständigen Lippenzähnen. Die unpaarige Riechgrube ist nicht mit dem Mund verbunden und liegt unter den beiden Augen, auf jeder Seite folgen sieben runde Kiemenöffnungen.
Das Bachneunauge ist oberseits dunkelblau bis -grün gefärbt, über ein gelbliches Weiß an den Flanken geht die Färbung fließend in ein reines Weiß an der Bauchseite über. Im Regelfall erreicht das Tier eine Länge zwischen 10 und 20 Zentimetern. Es ist in Deutschland 1988 (gemeinsam mit dem Flussneunauge) und in der Schweiz 2017 zum Fisch des Jahres ernannt worden.

## Verbreitung
Der Lebensraum des Bachneunauges sind klare Bäche und kleine Flüsse in der Forellen- und Äschenregion. Es ist in Europa im gesamten Nord- und Ostseebereich weit verbreitet und kommt ebenso auf den britischen Inseln, in Südfrankreich, Süditalien, Sardinien, Dalmatien, Albanien sowie bis zum Oberlauf der Wolga vor. Das Verbreitungsgebiet verlappt sich mit dem einiger Arten der  Eudontomyzon (Südosteuropa) wie der Lethenteron (Oberitalien).
Das Bachneunauge ist von den sonst als Wanderfische bekannten Neunaugen-Arten die einzige stationär lebende Art der Gattung Lampetra in Deutschland.

## Lebensweise

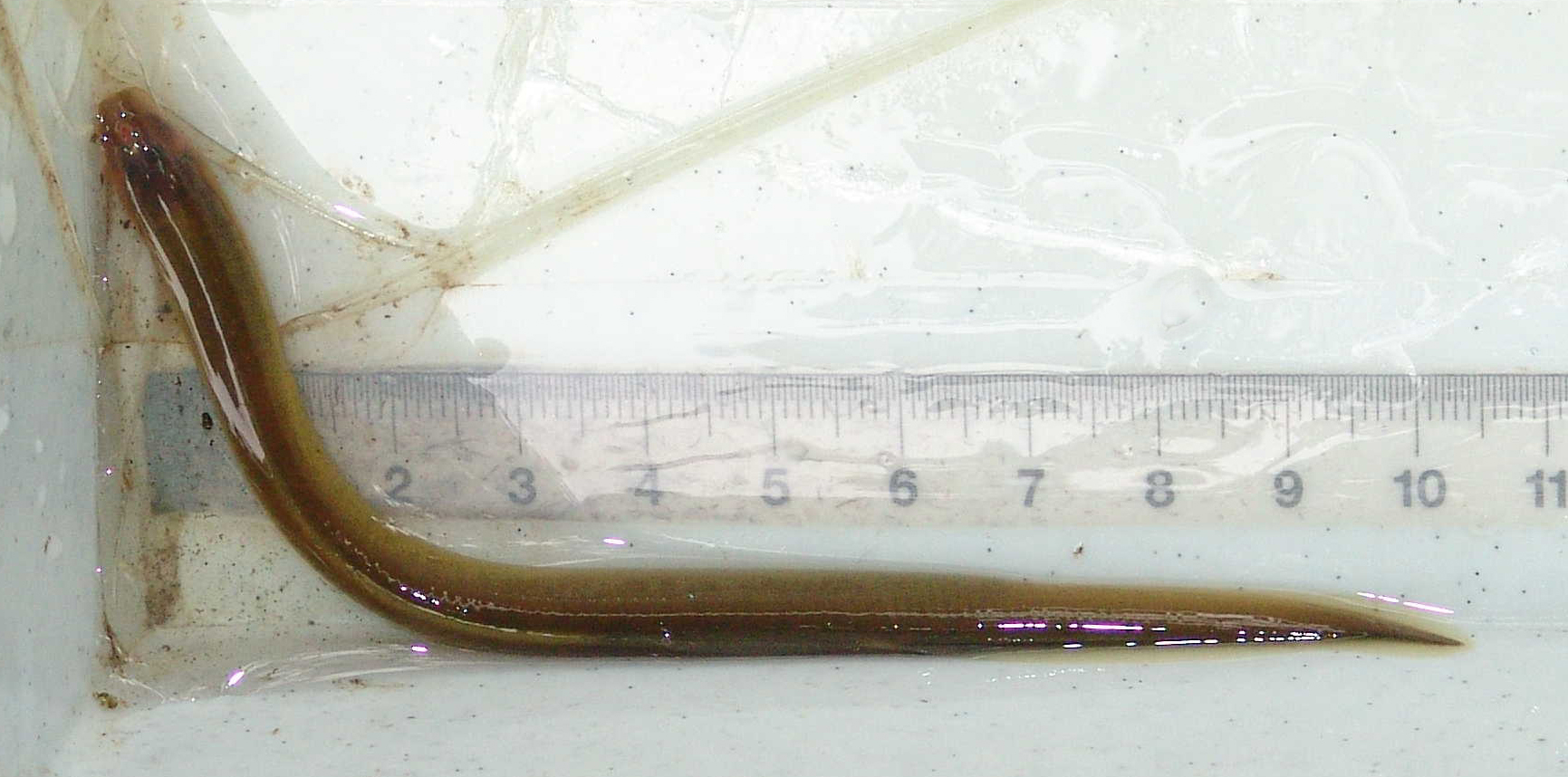
Querder

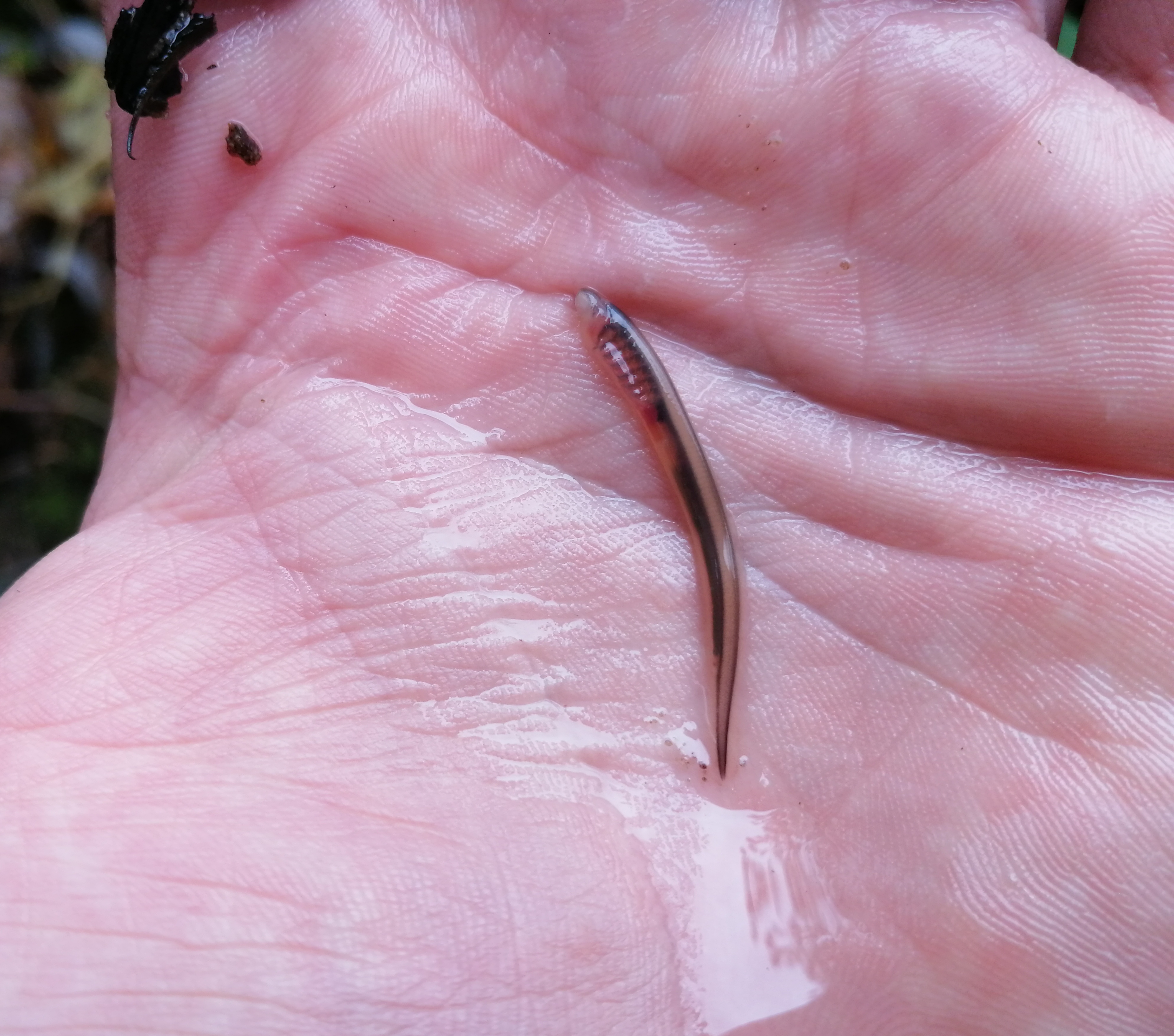
Querder des Bachneunauges

Die meiste Zeit seines Lebens verbringt das Bachneunauge im Larvenstadium als Querder, bis zu einem Alter von drei bis fünf Jahren. Während dieser Zeit lebt der Querder weitgehend verborgen im Detritus des Bachsediments. Nur das Maul ragt etwas ins strömende Wasser, um Schwebteilchen, von denen sich der Querder ernährt, aus dem Wasser filtrieren zu können, da die Larve weder ein Saugmaul noch Augen besitzt. Lampetra planeri ist dämmerungs- und nachtaktiv und verträgt keine hohen Temperaturen.
Die Art lebt im adulten Stadium im gleichen Lebensraum wie die Larven, im Gegensatz zu verwandten Neunaugen, die als adulte Tiere limnisch oder marin leben. Nach Sterba besteht der Lebenslauf der Neunaugen aus folgenden Abschnitten: Embryonalzeit – Larvalzeit – Verwandlung (Metamorphose) – Fressperiode – Fortpflanzungszeit. Die Fressperiode findet jedoch nur beim Flussneunauge (L. fluviatilis) und beim Meerneunauge (Petromyzon marinus) statt. Bei den Bachneunaugen fällt sie aus; sie nehmen als Adulte keine Nahrung auf und werden deshalb auch nicht als Fischschädlinge auffällig.
Im dritten oder vierten Herbst bildet sich der Querder in das erwachsene Bachneunauge um. Die Umwandlungsphase kann bis zu einem Jahr dauern, wobei sich Geschlechtsorgane, Hornzähne und Augen herausbilden und der Darm degeneriert. Der Körperbau dieses adulten Stadiums ist vor allen Dingen auf die Fortpflanzung ausgerichtet. Der Verdauungstrakt ist bald funktionslos: Eine Nahrungsaufnahme findet nicht mehr statt.
Abgelaicht wird über Kies, meist in der Nähe der Schlick- und Detritusbänke, in denen die Bachneunaugen als Larven gelebt haben. Dabei schlagen sie in kleinen Gruppen von sechs bis zwölf Tieren Laichgruben, in denen die Eier abgelegt werden. Nach der Eiablage und Besamung sterben die Elterntiere ab. Die nach einigen Tagen schlüpfenden Larven suchen dann ruhigere Bachbereiche auf, um sich dort einzugraben.

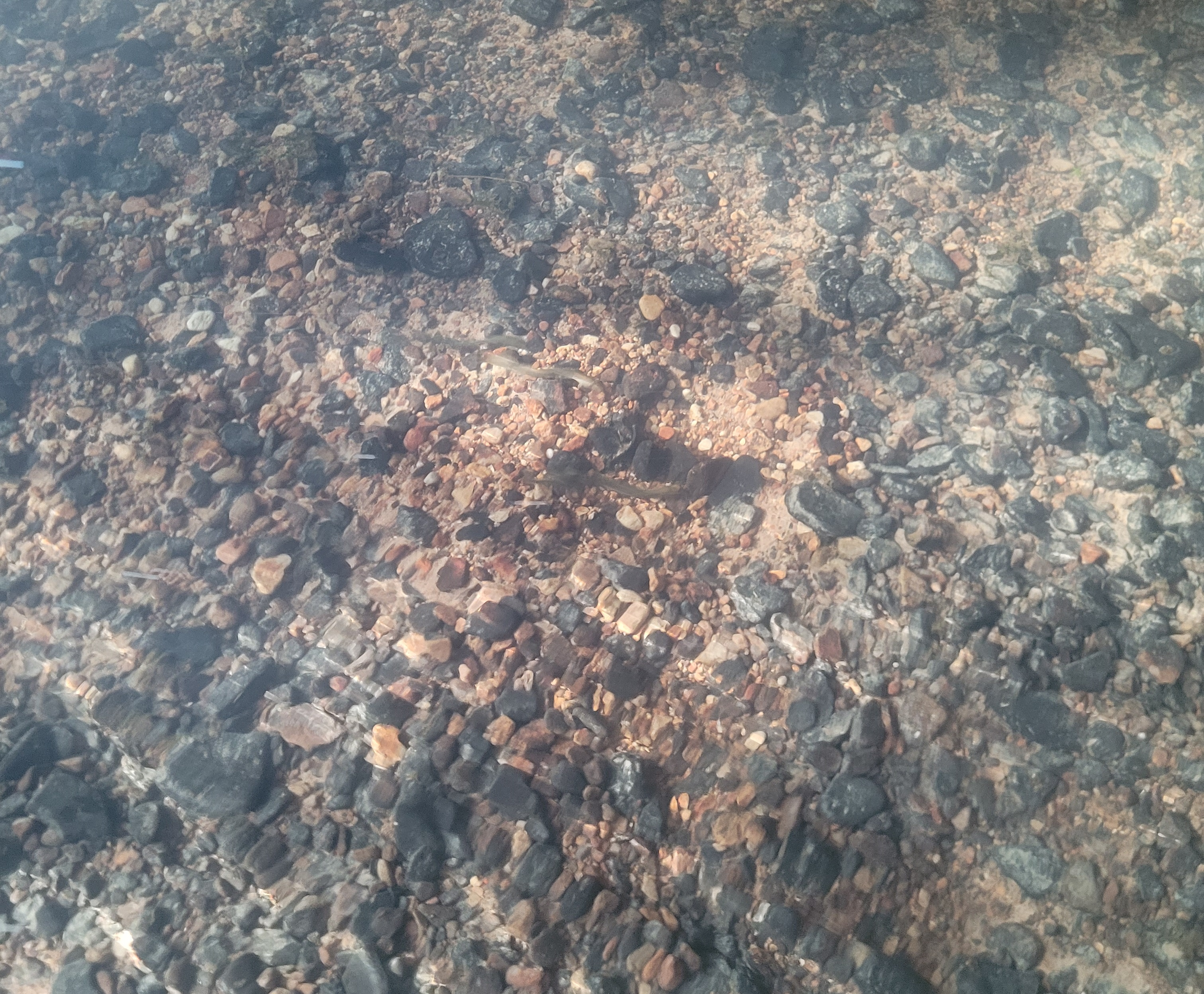
Drei Bachneunaugen über Laichgrube

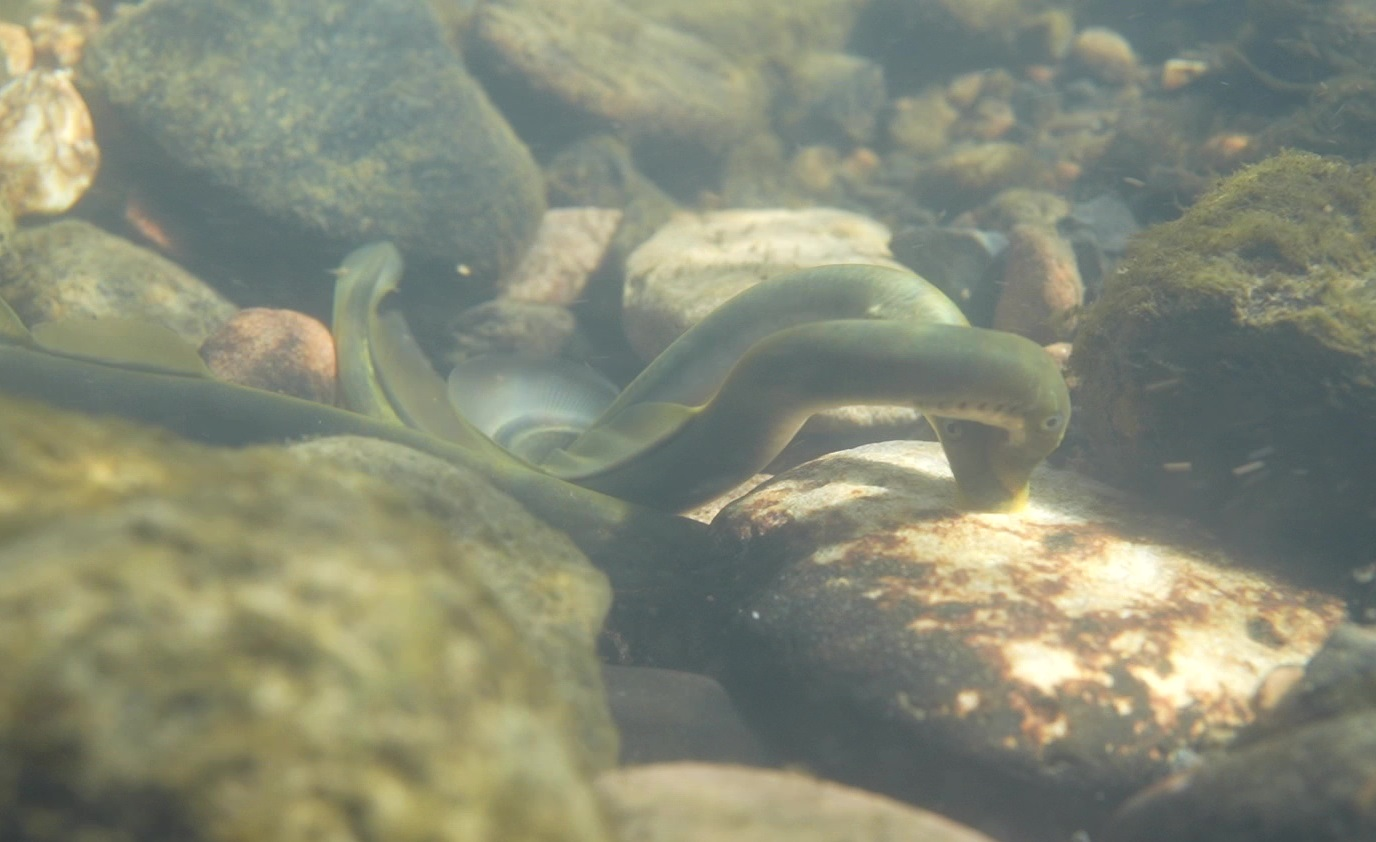
Paarung von Bachneunaugen

## Gefährdungssituation
Das Bachneunauge galt lange Zeit als gefährdet und zählte zu den bedrohten Tierarten, da aufgrund der besonderen Lebensweise der Larven eine heterogene Verteilung der Bodensubstrate nötig ist. Die Zerstörung der Lebensräume und die erheblichen Veränderungen der Lebensbedingungen in Fließgewässern sowie unangemessene Maßnahmen zur Gewässerunterhaltung waren verantwortlich für den Rückgang der Art. Insbesondere durch die Ausbau- und Unterhaltungsmaßnahmen der Gewässer waren die lebensnotwendigen Schlick- und Feinsedimentbänke sowie feine Detritusablagerungen dezimiert worden. Um einer weiteren Vernichtung seiner Lebensräume entgegenzuwirken, war das Bachneunauge in den Anhang der FFH-Richtlinie aufgenommen worden.
Die Weltnaturschutzunion IUCN beurteilte die Art in der Roten Liste gefährdeter Arten 1996 als potenziell gefährdet (Near Threatened), sieht aber jetzt durch verbesserte Wasserqualitäten eine deutliche Erholung der Bestände und bewertet deswegen die Art als nicht gefährdet (Least Concern).